# ستانلي باول يونغ
ستانلي باول يونغ (بالإنجليزية: Stanley Paul Young)‏ هو عالم ثدييات ‏ وأحيائي أمريكي، ولد في 1889، وتوفي في 1969.